# Stefan Due Schmidt
Stefan Due Schmidt (født 28. august 1994 i København) er en dansk inline- og skøjteløber.

## Generelt
Stefan Due Schmidt startede med at løbe på rulleskøjter i år 2000 og repræsentere Vallensbæk Rulleskøjteklub. Hans bedste resultat på rulleskøjter, inden han skiftede til is, blev opnået i 2011 ved Junior-EM på inlineskøjter i Macerata, Italien, hvor han blev europamester. 

Stefan Due Schmidt er udtaget til vinter-OL 2018 i Pyeongchang, Sydkorea i Massestart. 

Stefan Due Schmidt er storebror til den danske inline- og skøjteløber Philip Due Schmidt.

## Personlige rekorder
| Distance   | Tid     | Dato              | Sted           |
| ---------- | ------- | ----------------- | -------------- |
| 500 meter  | 37,58   | 22. februar 2019  | Inzell         |
| 1000 meter | 1.12,21 | 31. august 2019   | Salt Lake City |
| 1500 meter | 1.49,02 | 21. november 2020 | Inzell         |
| 3000 meter | 3.49,48 | 22. november 2020 | Inzell         |
| 5000 meter | 6.36,72 | 12. november 2017 | Heerenveen     |

Pr. 20. januar 2018